# 全日本電機・電子・情報関連産業労働組合連合会
全日本電機・電子・情報関連産業労働組合連合会（ぜんにほんでんき・でんし・じょうほうかんれんさんぎょうろうどうくみあいれんごうかい、略称：電機連合（でんきれんごう）、英語：Japanese Electrical Electronic & Information Union、略称：JEIU）は、日本の労働組合である。日本労働組合総連合会（連合）、全日本金属産業労働組合協議会（金属労協）に加盟している。

## 概要
電機・電子・情報関連産業およびその関連産業の労働組合を結集した組織である。1953年の結成以来、半世紀の歴史を誇る民間大手（組合員約60万人）の産業別労働組合組織である。
電機連合は「新しい豊かさに生きる、自分らしく働く、助け合いと連帯の社会をつくる」をメインテーマに、以下5つの柱の具現化に向けて活動を行っている。
- 安心・安定・安全の確立に向け、総合的な政策を展開します
- 多様化と選択、新たなワークスタイルの確立をめざします
- 「個」を高め、「個」を拡げる支援に取り組みます
- 広く社会から共感を呼ぶ運動の強化に努めます
- より頼りがいのある産別に向けた組織強化を図ります

## 沿革
- 1953年（昭和28年）5月29日に、全日本電機機器労働組合連合会（電機労連）を結成する。
- 1992年（平成4年）7月に、全日本電機・電子・情報関連産業労働組合連合会に改称する。

## 電機連合の取り組み
電機・電子・情報関連産業を組織する産別組織として、産業に働く組合員の労働条件改善に取り組み、その羅針盤となる各種労働条件に関する様々な政策・指標や指針を策定している。
「取り組み内容」
- 定期大会
- 中央委員会
- 春闘
- 労働条件に関わる政策
- 男女平等政策に関わる取り組み
- 政治活動
- 電機産業職業アカデミー
- 電機連合雇用支援センター
- 福祉共済センター
- ハートフルセンター（メンタルヘルス）
- 暮らしの法律相談
- 研修・シンポジウム
- 調査・研究活動

## 加盟組合
電機連合の加盟方法は2通りあり、本部に直接加盟する「直加盟組合」および、地方組織である地方協議会を通じて加盟する「地協加盟組合」に分けられる。
また、直加盟組合はその規模などから、大手電機メーカー組合を中心とする「政策委員組合（25組合・連合会）」と、中堅・中小メーカー組合を中心とする「中堅・中小組合（135組合）」とされる。また、春闘交渉をリードし、相場に影響を与える大手を中心に「中央闘争委員会組合（12組合・連合会）」および「拡大中央闘争委員会組合（24組合・連合会）」が組織されている。
また、中央闘争委員会組合でも最も主要な大手6社「日立・パナソニック・東芝・三菱電機・NEC・富士通」の組合・連合会を「6労組」と称する。
| 名前                             | 電機メーカー                                     | 役割               |
| -------------------------------- | ------------------------------------------------ | ------------------ |
| 日立グループ連合                 | 日立製作所                                       | 中央闘争委員会     |
| 東芝グループ連合                 | 東芝                                             | 中央闘争委員会     |
| 三菱電機労連                     | 三菱電機                                         | 中央闘争委員会     |
| パナソニックグループ労連         | パナソニックホールディングス                     | 中央闘争委員会     |
| 全富士通労連                     | 富士通                                           | 中央闘争委員会     |
| NECグループ連合                  | 日本電気（NEC）                                  | 中央闘争委員会     |
| シャープグループ労連             | シャープ                                         | 中央闘争委員会     |
| 富士電機グループ連合             | 富士電機                                         | 中央闘争委員会     |
| パイオニアグループ労連           | パイオニア                                       | 中央闘争委員会     |
| 安川グループユニオン             | 安川電機                                         | 中央闘争委員会     |
| OKIグループ連合                  | 沖電気                                           | 中央闘争委員会     |
| 明電舎労組                       | 明電舎                                           | 中央闘争委員会     |
| 村田製作所労連                   | 村田製作所                                       | 中央闘争委員会     |
| ルネサスグループ連合             | ルネサスエレクトロニクス                         | 拡大中央闘争委員会 |
| ヤマハグループ労連               | ヤマハ                                           | 拡大中央闘争委員会 |
| オムロン関連労協                 | オムロン                                         | 拡大中央闘争委員会 |
| コニカミノルタ労組               | コニカミノルタ                                   | 拡大中央闘争委員会 |
| 日本無線労組                     | 日本無線                                         | 拡大中央闘争委員会 |
| SCSK労組                         | SCSK                                             | 拡大中央闘争委員会 |
| 日新労連                         | 日新電機                                         | 拡大中央闘争委員会 |
| シンフォニアテクノロジーグループ | シンフォニアテクノロジー                         | 拡大中央闘争委員会 |
| C＆D労協                         | 日本コロムビア・ディーアンドエムホールディングス | 拡大中央闘争委員会 |
| 岩通労連                         | 岩崎通信機                                       | 拡大中央闘争委員会 |
| ホシデン労組                     | ホシデン                                         | 拡大中央闘争委員会 |
| 本多通信工業労組                 | 本多通信工業                                     | 拡大中央闘争委員会 |

- 出典：電機連合公式サイト

## 国会議員（組織内議員）
参議院では国民民主党から組織内候補を擁立しているが、2019年の第25回参議院議員通常選挙、2022年の第26回参議院議員通常選挙では組織内候補の現職が相次いで落選し、参議院での議席を失った。2022年に落選した矢田稚子がその後首相補佐官に就任したこともあり、電機連合内では第27回参議院議員通常選挙については擁立見送りも含めて対応を検討していたが、2024年の第50回衆議院議員総選挙で国民民主党が躍進したため、2025年1月には組織内候補の擁立を決定した。

### 現職議員
衆議院議員
- 浅野哲（茨城5区）　出身：日立グループ連合

参議院議員
- 平戸航太（比例区）

### 過去の議員
衆議院
- 安島友義
- 城地豊司
- 大畠章宏
- 中村正男
- 平野博文

参議院
- 福間知之
- 若林秀樹（2001年7月-2007年7月）
- 加藤敏幸（2004年7月-2016年7月）
- 石上俊雄（2013年7月-2019年7月）
- 矢田稚子（2016年7月-2022年7月）